# Augusztus 9.
Augusztus 9. az év 221. (szökőévben 222.) napja a Gergely-naptár szerint. Az évből még 144 nap van hátra.
Névnapok: Emőd + Hágár, János, Orlandó, Roland, Román

## Események
- 681 – Bulgária megszületése.
- 1173 – Megkezdik a pisai harangtorony építését. A torony lassú megdőlése már az építés során elkezdődik. Mai ferde helyzete évszázadok alatt fokozatosan alakul ki.
- 1803 – Robert Fulton gőzhajójának első útja a párizsi Szajnán.
- 1849 – Bem tábornok csapatai vereséget szenvednek Haynautól a temesvári csatában.
- 1866 – Budapesten megnyílik a Fővárosi Állat- és Növénykert
- 1914 – Megkezdődik a mülhauseni csata, mely az első világháborúban a németek ellen intézett első francia támadás volt.
- 1945 –  Az Egyesült Államok hadserege atombombát dob Nagaszakira
- 1945 – A Szovjetunió hadat üzen a Japán Birodalomnak és megkezdi Mandzsúria megszállását.
- 1957 – Vízre bocsátják a szovjet haditengerészet első atomhajtóműves tengeralattjáróját.
- 1965 – Szingapúr elnyeri függetlenségét.
- 1969 – Charles Manson követői vérfürdőt rendeztek Los Angelesben.
- 1974 – Richard Nixon amerikai elnök lemond a Watergate-botrányban való érintettsége miatt. Hivatalát Gerald Ford alelnök veszi át.
- 1993 – Letette alkotmányos esküjét és ezzel hivatalosan is elfoglalta a belga trónt II. Albert belga király
- 2006 – Elindult a magyar fejlesztésű keresőmotor, a Miner.hu.

## Sportesemények
Formula–1
- 1987 –  magyar nagydíj, Hungaroring – Győztes: Nelson Piquet (Willams Honda Turbo)

## Születések
- 1648 – Johann Michael Bach német zeneszerző († 1694)
- 1757 – Thomas Telford skót építész, út-, híd- és hajózási csatorna tervező mérnök († 1834)
- 1759 – Johann Christoph Friedrich GutsMuths német pedagógus († 1839)
- 1783 – Alexandra Pavlovna Romanova orosz nagyhercegnő, I. Pál cár leánya, József nádor első felesége († 1801)
- 1789 – Nicolas-Charles Bochsa francia hárfás, zeneszerző, karmester, zeneműkiadó és színházigazgató († 1856)
- 1794 – Achille Valenciennes francia zoológus († 1865).
- 1795 – Dukai Takách Judit magyar költő († 1836)
- 1797 – Ambrózy Mátyás evangélikus lelkész († 1869)
- 1839 – Károly Tivadar bajor herceg  a Wittelsbach-ház Pfalz–Birkenfeld–Gelnhausen mellékágának tagja, korának elismert szemszakorvosa, Erzsébet királyné öccse († 1909)
- 1864 – Roman Dmowski lengyel politikus, ideológus, államférfi († 1939)
- 1872 – Glücklich Vilma zsidó származású tanárnő, a magyarországi polgári feminista mozgalom egyik vezetője. Az első nő, aki egyetemre járt Magyarországon. († 1927)
- 1899 – Armand Salacrou francia író, drámaíró († 1989)
- 1914 – Fricsay Ferenc magyar karmester († 1963)
- 1921 – Hanák Péter Széchenyi-díjas történész, az MTA tagja († 1997)
- 1923 – Árva János Jászai Mari-díjas magyar színész († 1993)
- 1925 – Len Sutton amerikai autóversenyző († 2006)
- 1930 – Jakó Géza orvos, sebész, fül- és gégegyógyász, az MTA tagja († 2015)
- 1936 – Kabdebó Lóránt József Attila-díjas magyar irodalomtörténész, kritikus, egyetemi tanár, Szabó Lőrinc monográfusa († 2022)
- 1938 – Otto Rehhagel Európa-bajnok (a görög válogatottal) német labdarúgóedző, volt labdarúgó
- 1941 – Volker Prechtel német színpadi és filmszínész (A rózsa neve) († 1997)
- 1941 – Zétényi Zsolt magyar jogász, a Százak Tanácsának tagja, a Nemzeti Jogvédő Alapítvány kuratóriumi elnöke.
- 1944 – Patrick Depailler francia autóversenyző († 1980)
- 1944 – Sam Elliott amerikai színész
- 1952 – Dimulász Miklós magyar színész
- 1952 – Máhr Ági Jászai Mari-díjas magyar színésznő
- 1953 – Delhusa Gjon magyar zenész
- 1953 – Jean Tirole közgazdasági Nobel-díjas francia egyetemi professzor
- 1955 – Laár András magyar zenész, humorista
- 1957 – Melanie Griffith amerikai színésznő, Tippi Hedren amerikai színésznő leánya
- 1961 – Orosz Helga magyar színésznő
- 1963 – Whitney Houston amerikai énekesnő († 2012)
- 1964 – Brett Hull kétszeres Stanley Kupa győztes kanadai-amerikai jégkorongozó, az NHL egyik valaha volt legnagyobb góllövője
- 1968 – Gillian Anderson amerikai színésznő
- 1968 – Eric Bana ausztrál színész
- 1971 – Kertész Marcella Jászai Mari-díjas magyar színésznő
- 1972 – Szalay Marianna magyar színésznő
- 1973 – Filippo Inzaghi olasz válogatott labdarúgó játékos, tipikus befejező csatár, a Juventus, később az AC Milan játékosa
- 1975 – Palotás Petra magyar író, az RTL Klub korábbi műsorvezetője
- 1976 – Audrey Tautou francia színésznő
- 1977 – Csordás Csaba magyar labdarúgó
- 1979 – José Guerra kubai műugró
- 1982 – Tyson Gay amerikai sprinter
- 1983 – Ashley Suzanne Johnson amerikai színésznő, énekesnő
- 1984 – Pető Péter magyar újságíró, politikai elemző, korábbi nemzetközi labdarúgó-játékvezető
- 1984 – Pierre Perrier francia színész
- 1984 – Kim Jihoon dél-koreai tornász
- 1985 – Filipe Luís brazil válogatott labdarúgó
- 1985 – Anna Kendrick amerikai színésznő
- 1986 – Taner Ölmez török színész
- 1987 – Délczeg Gergely magyar labdarúgó
- 1988 – Sándor Péter magyar színművész, énekes
- 1990 – Bill Skarsgård svéd színész
- 1992 – Burkely Duffield kanadai színész
- 1993 – Panajótisz Szamilídisz görög úszó

## Halálozások
- 378 – Valens római császár (életét vesztette a gótok elleni hadrianopolisi csatában) (* 328)
- 1472 – Vitéz János bíboros, esztergomi érsek (* 1408)
- 1516 – Hieronymus Bosch németalföldi festőművész (* 1450 körül)
- 1862 – Narcyz Olizar lengyel politikus, államférfi, író, újságíró, festő (* 1794)
- 1883 – Albert Ferenc bölcsész, királyi tanácsos, az egri érseki csillagvizsgáló igazgatója és Heves megye tanfelügyelője (* 1811)
- 1912 – Buza János főiskolai tanár, gyűjteményőr (* 1848)
- 1913 – Szinnyei József magyar bibliográfus, könyvtáros, irodalomtörténész (* 1830)
- 1919 – Ernst Haeckel német zoológus és filozófus, ő tette Charles Darwin munkásságát Németországban ismertté (* 1834)
- 1932 – John Charles Fields kanadai matematikus, a Fields-érem névadója (* 1863)
- 1937 – Franciszek Niżałowski, az Osztrák–Magyar Monarchia hadbírája, a Lengyel Hadsereg Legfelsőbb Katonai Bíróságának elnöke (* 1859)
- 1962 – Hermann Hesse Nobel-díjas német-svájci író, költő (* 1877)
- 1964 – Bárczi Gusztáv Kossuth-díjas magyar orvos, gyógypedagógus, az MTA tagja (* 1890)
- 1969 – Sharon Tate amerikai filmszínésznő, Roman Polański filmrendező felesége (* 1943)
- 1975 – Dmitrij Dmitrijevics Sosztakovics szovjet-orosz zeneszerző, zongoraművész (* 1906)
- 2000 – Harsányi János (John C. Harsanyi) magyar származású Nobel-díjas amerikai közgazdász (* 1920)
- 2003 – Gregory Hines amerikai színész, énekes, táncos (* 1946)
- 2004 – Nehéz-Posony István magyar ügyvéd, publicista (* 1947)
- 2006 – James Van Allen amerikai fizikus, csillagász (* 1914)
- 2016 – Granasztói György magyar történész, egyetemi tanár (* 1938)
- 2023 – Robbie Robertson, kanadai zenész, dalszerző, producer és színész (* 1943)
- 2024 – Susan Wojcicki, amerikai üzletasszony, a YouTube vezérigazgatója (2014–2023) (* 1968)

## Nemzeti ünnepek, emléknapok, világnapok
- Az Állatkertek napja
- A világ őslakosainak nemzetközi napja
- Szingapúr: a függetlenség napja (Malajziától, 1965-ben)
- Dél-afrikai Köztársaság: nők napja